# Monaeses griseus
Monaeses griseus là một loài nhện trong họ Thomisidae.
Loài này thuộc chi Monaeses. Monaeses griseus được miêu tả năm 1897 bởi Pavesi.